# Pentamère
En chimie, un pentamère  est une molécule composée de cinq sous-unités liées ensemble. C'est un cas spécial de polymère. 
En biologie, un pentamère peut désigner un complexe de protéines fait de cinq sous-unités. Dans un homopentamère, les cinq sous-unités sont identiques, et dans un hétéropentamère elles sont différentes. Les sous-unités n'ont pas besoin d'être liées de façon covalente, et ne le sont généralement pas.
En botanique ou zoologie, pentamère désigne une forme de symétrie radiaire à cinq parties.
En entomologie, pentamère s'utilise pour décrire un coléoptère dont chaque tarse est divisé en cinq parties.